# رودولف مارتن أندرسون
رودولف مارتن أندرسون هو عالم حيوانات كندي، ولد في 30 يونيو 1876 في آيوا في الولايات المتحدة، وتوفي في 21 يونيو 1961.